# 九三学社广东省委员会
九三学社广东省委员会，简称九三学社广东省委、九三广东省委、广东九三学社，是九三学社在广东省的地方组织。